# Teruki Tabata
Teruki Tabata (田畑 輝樹, Teruki Tabata) est un footballeur japonais né le 16 avril 1979. Il évolue au poste de défenseur.

## Équipe nationale
- Équipe du Japon de beach soccer
  - Participation à la Coupe du monde de beach soccer : 2007, 2008, 2009, 2011